# Telephono
Telephono è il primo album in studio del gruppo indie rock statunitense Spoon, pubblicato nel 1996.

## Tracce
Testi e musiche di Britt Daniel eccetto dove indicato.
1. Don't Buy the Realistic – 3:54
2. Not Turning Off – 3:08
3. All the Negatives Have Been Destroyed – 2:37
4. Cvantez – 2:45
5. Nefarious – 2:47
6. Claws Tracking (Daniel, Andy Maguire) – 2:32
7. Dismember – 1:45
8. Idiot Driver – 1:39
9. Towner (aMiniature) – 3:05
10. Wanted to Be Your – 1:52
11. Theme to Wendel Stivers – 1:58
12. Primary – 1:10
13. The Government Darling – 2:23
14. Plastic Mylar – 3:27

## Formazione
- Britt Daniel - voce, chitarra
- Andy Maguire - basso, cori
- Jim Eno - batteria